# Gallotia simonyi
Gallotia simonyi machadoi là một loài thằn lằn trong họ Lacertidae. Loài này được Steindachner mô tả khoa học đầu tiên năm 1889.

## Hình ảnh

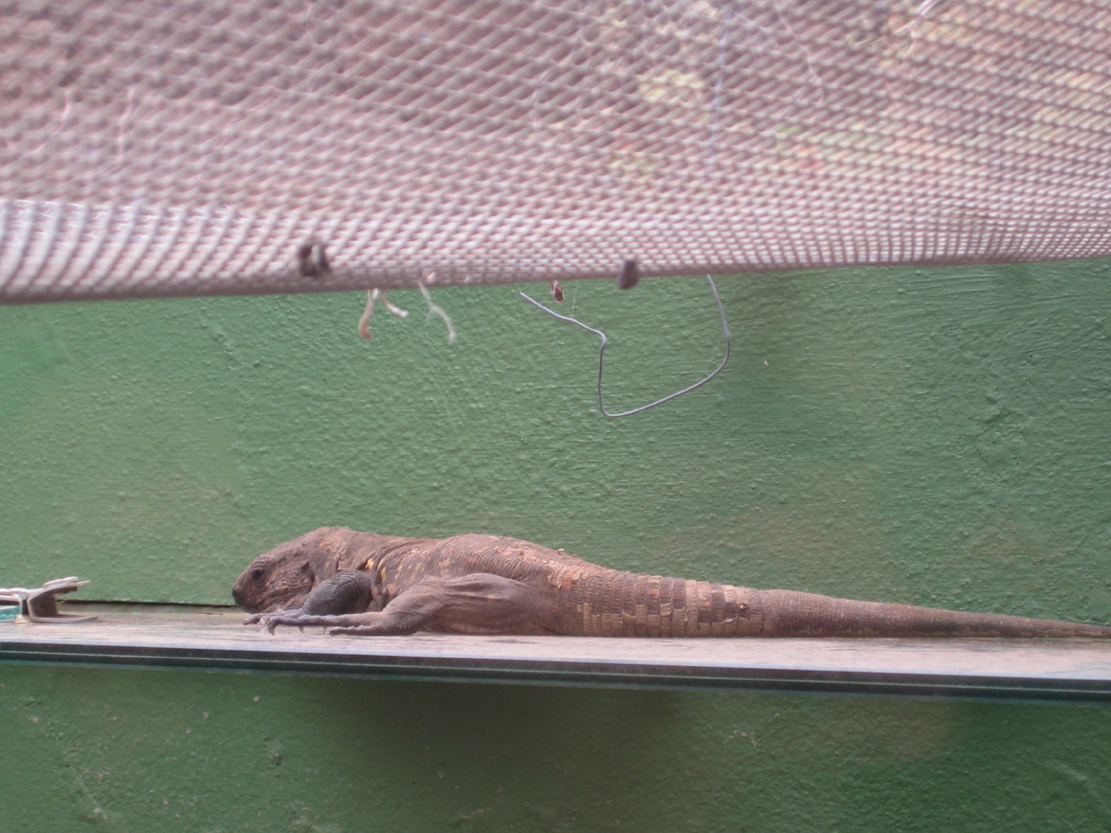
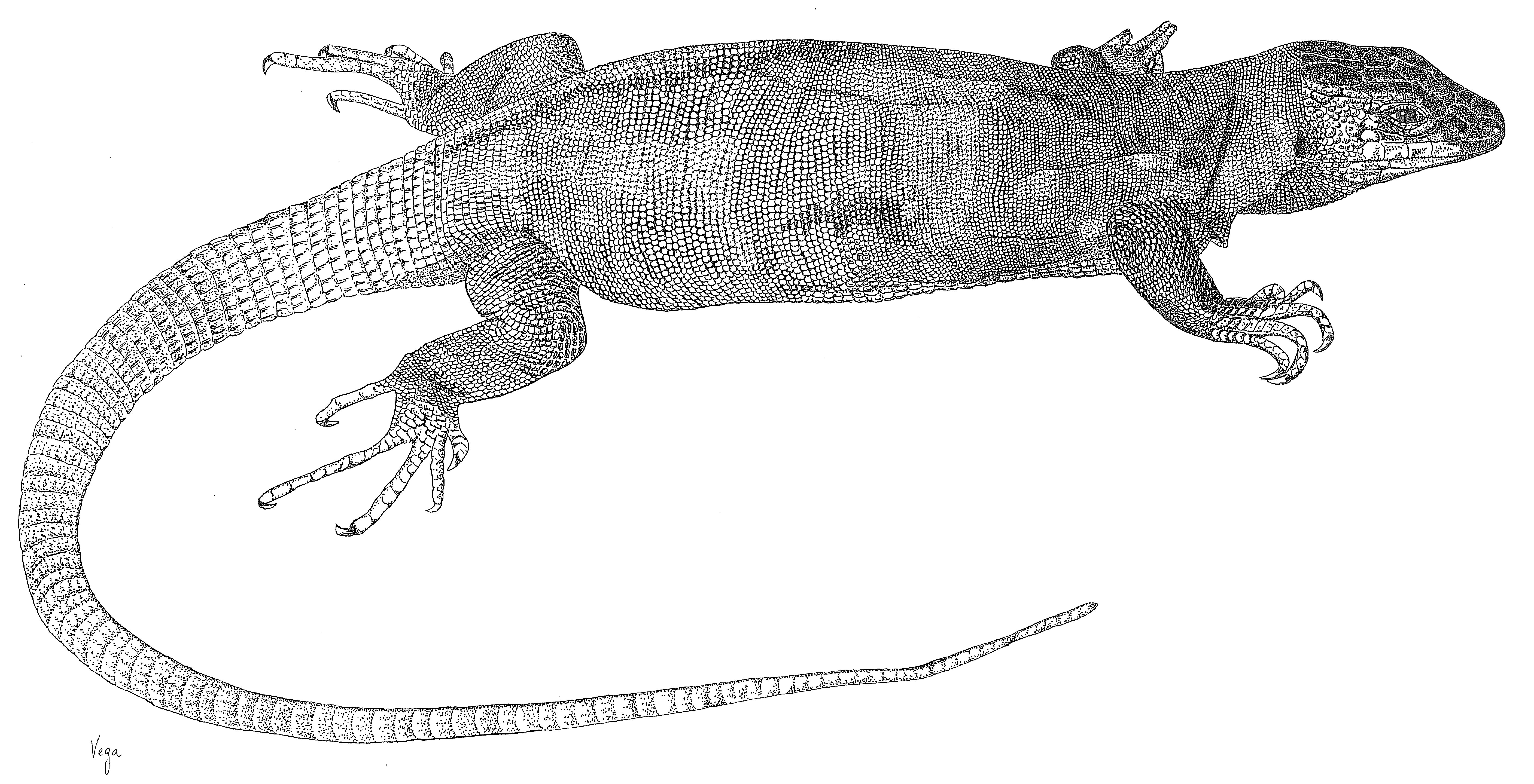
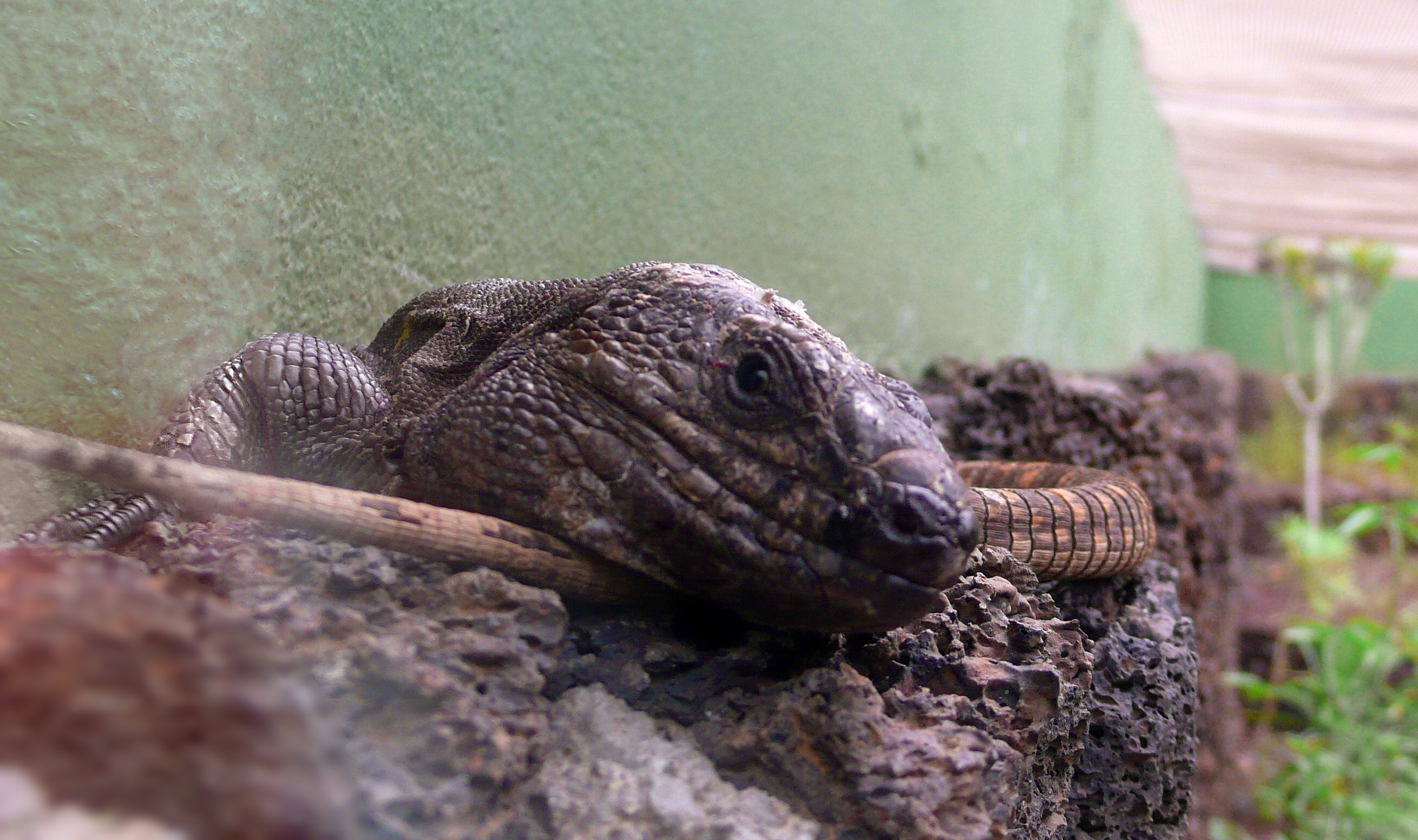